# Râul Cerboaia, Vața
Râul Cerboaia este un curs de apă, afluent al râului Vața. 

## Hărți
- Harta județului Hunedoara
- Harta munții Apuseni
- Harta munții Bihor